# Почтовый автомат

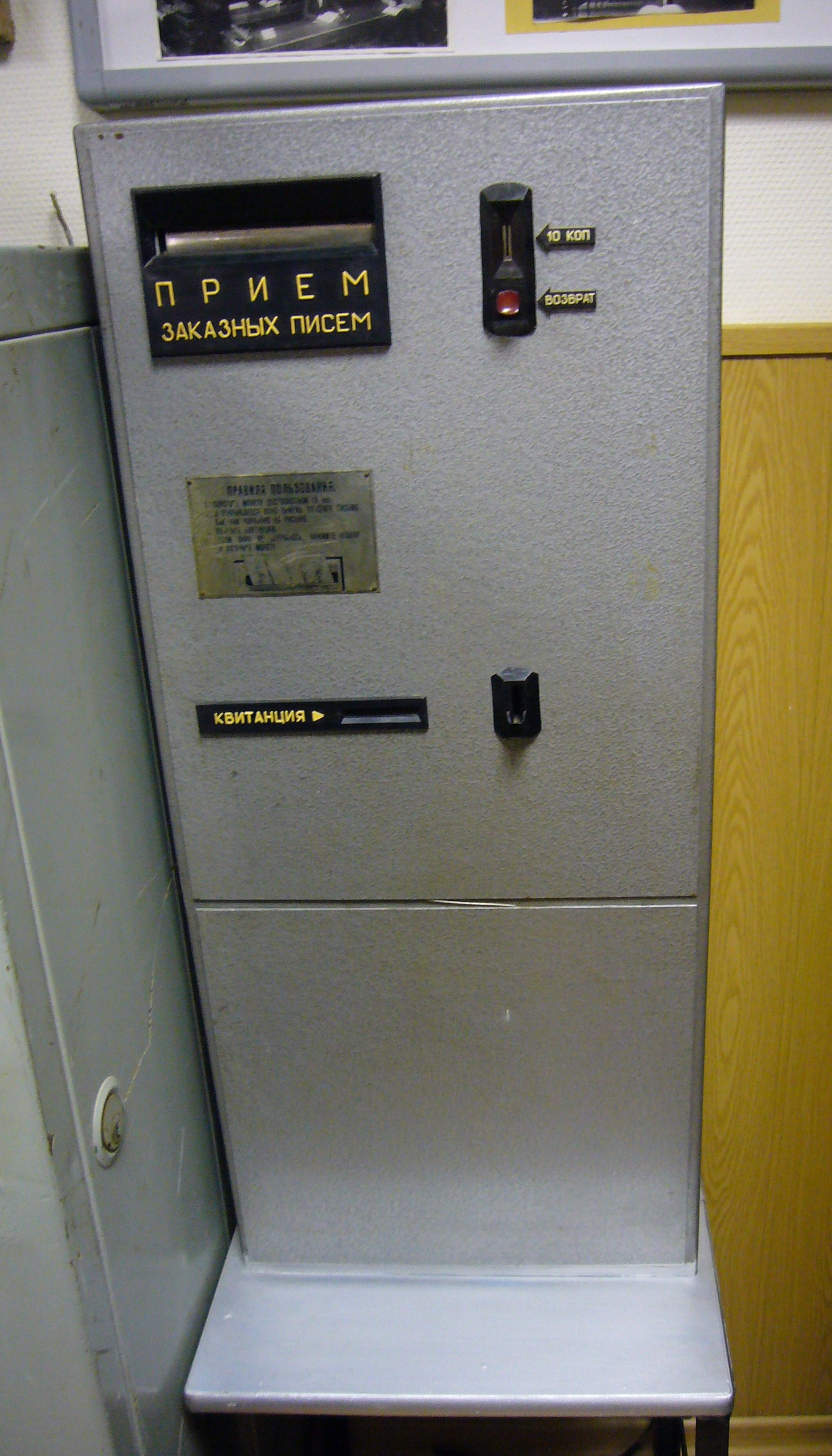
Автомат по приёму заказных писем СССР. Музей почтовой связи и Московского почтамта

Почтовый ящик-автомат — советское изобретение 1937 года (журнальная заметка)

Почто́вый автома́т — автоматическое или полуавтоматическое устройство, которое облегчает работу почты по приёму и обработке почтовой корреспонденции, продаже знаков почтовой оплаты. В филателии представляют интерес различные отметки почтовых автоматов, проставляемые на корреспонденции, а также автоматные марки (марки печатающих автоматов).

## Классификация
По адресату оказываемых услуг различаются:
1. Почтовые автоматы для обслуживания пользующегося услугами почты населения:
  - автоматы по продаже почтовых марок, конвертов, открыток;
  - автоматы по приёмке заказных писем, которые оформляют опущенное письмо, проставляют на нём соответствующий штемпель и выдают квитанцию;
  - франкировальные машины, то есть автоматы, которые с помощью наборного диска подсчитывают сумму почтового сбора по действующим тарифам и проставляют соответствующий штемпель об оплате сбора, либо выдают или наклеивают соответствующий ярлык с указанием даты, места отправления и суммы уплаченного почтового сбора;
  - автоматы по выдаче посылок и бандеролей;
2. Почтовые автоматы для операторов связи:
  - штемпелевальные автоматы различного назначения;
  - адресопечатающие и упаковочные машины;
  - автоматы, переворачивающие конверты марками кверху, в одну сторону и гасящие их соответствующими машинными штемпелями;
  - автоматы и комплексы по сортировке корреспонденции, в том числе по почтовым индексам;
  - различные счётно-решающие устройства и т. п.

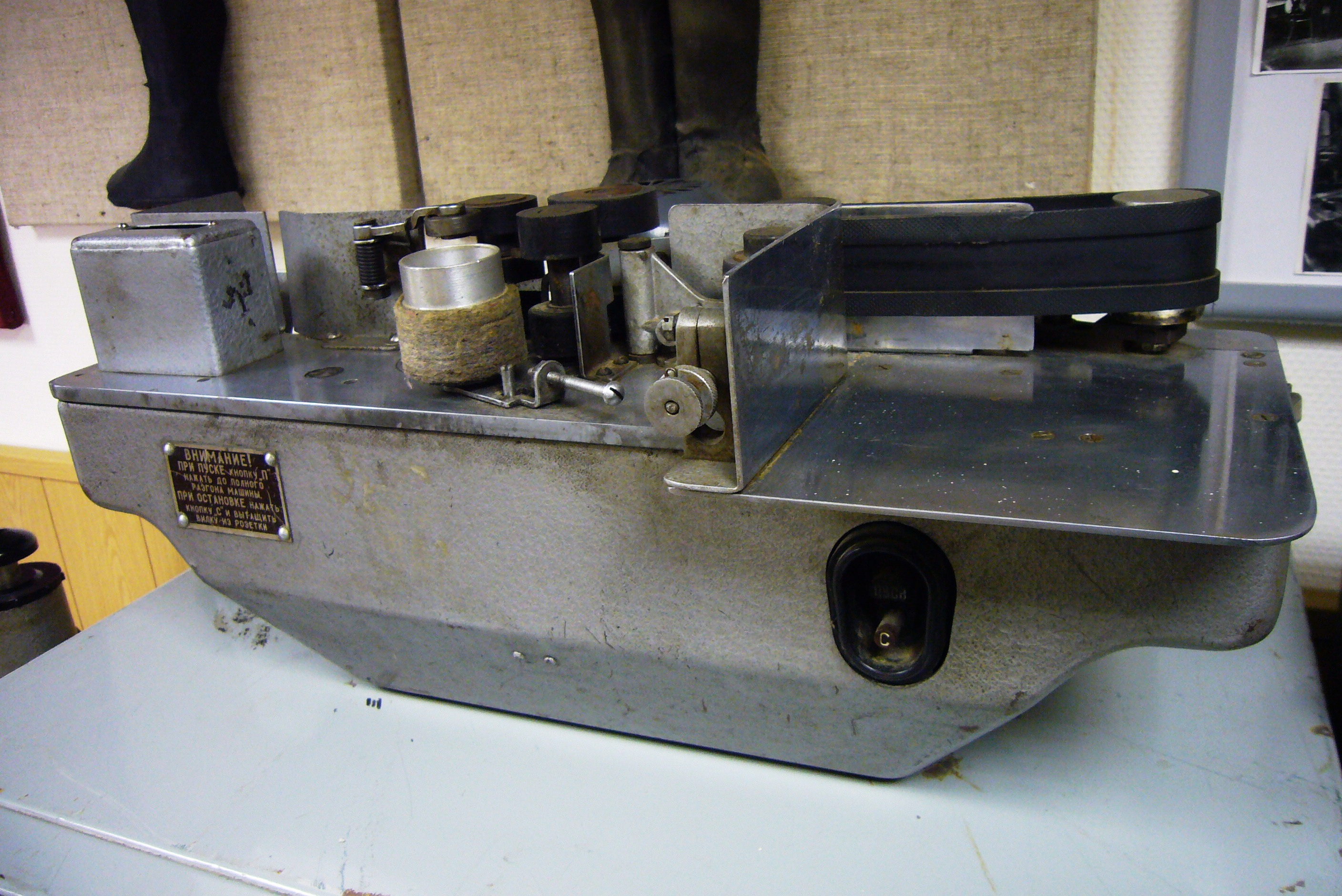
Штемпелевальная машина СССР. Музей почтовой связи и Московского почтамта

По принципу работы почтовые автоматы делят на:
- механические,
- электромеханические,
- электронные.

## Автоматы по продаже
Существует Государственный стандарт СССР «ГОСТ 28095-89. Автоматы для продажи почтовых карточек, конвертов и почтовых марок. Общие технические требования» (1989), который был принят в 1990 году и продолжает действовать на территории России. Он распространяется на автоматы для продажи одного или нескольких видов почтовых ценностей, оплата которых производится монетами, в том числе:
- почтовых конвертов,
- почтовых карточек,
- почтовых марок в рулонах.

Примеры почтовых автоматов советского производства
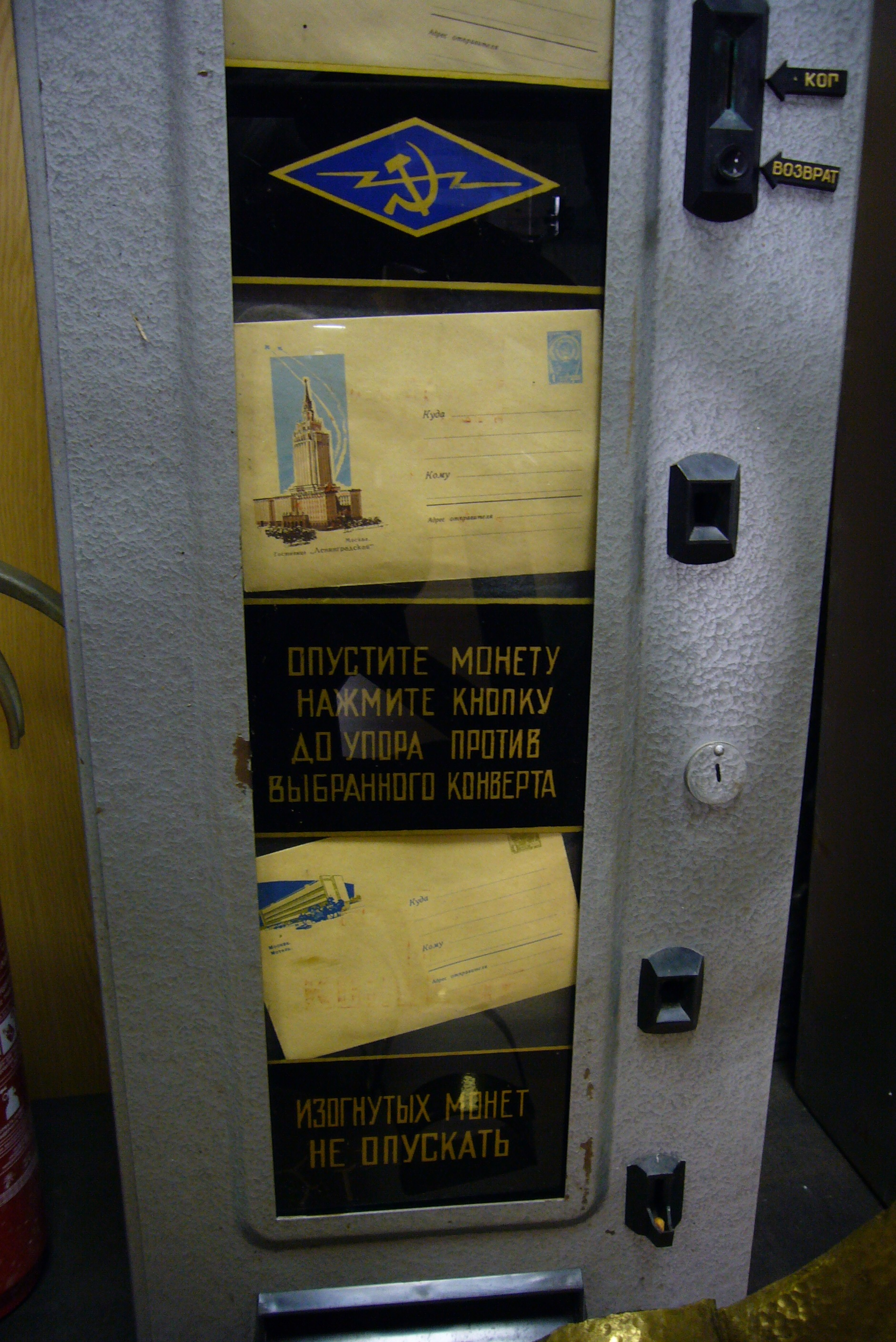
Автомат по продаже художественных маркированных конвертов. Музей почтовой связи и Московского почтамта
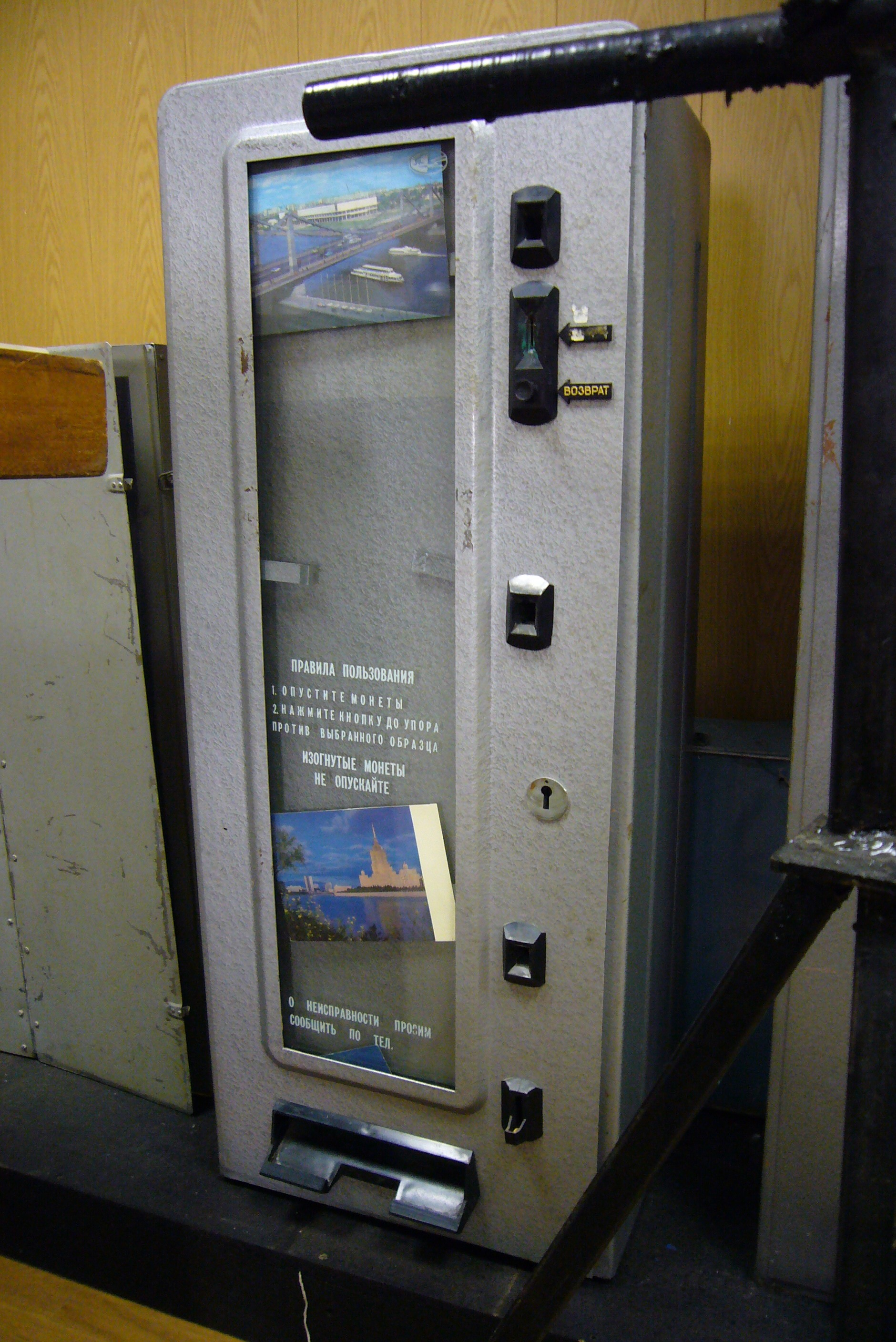
Автомат по продаже открыток. Там же
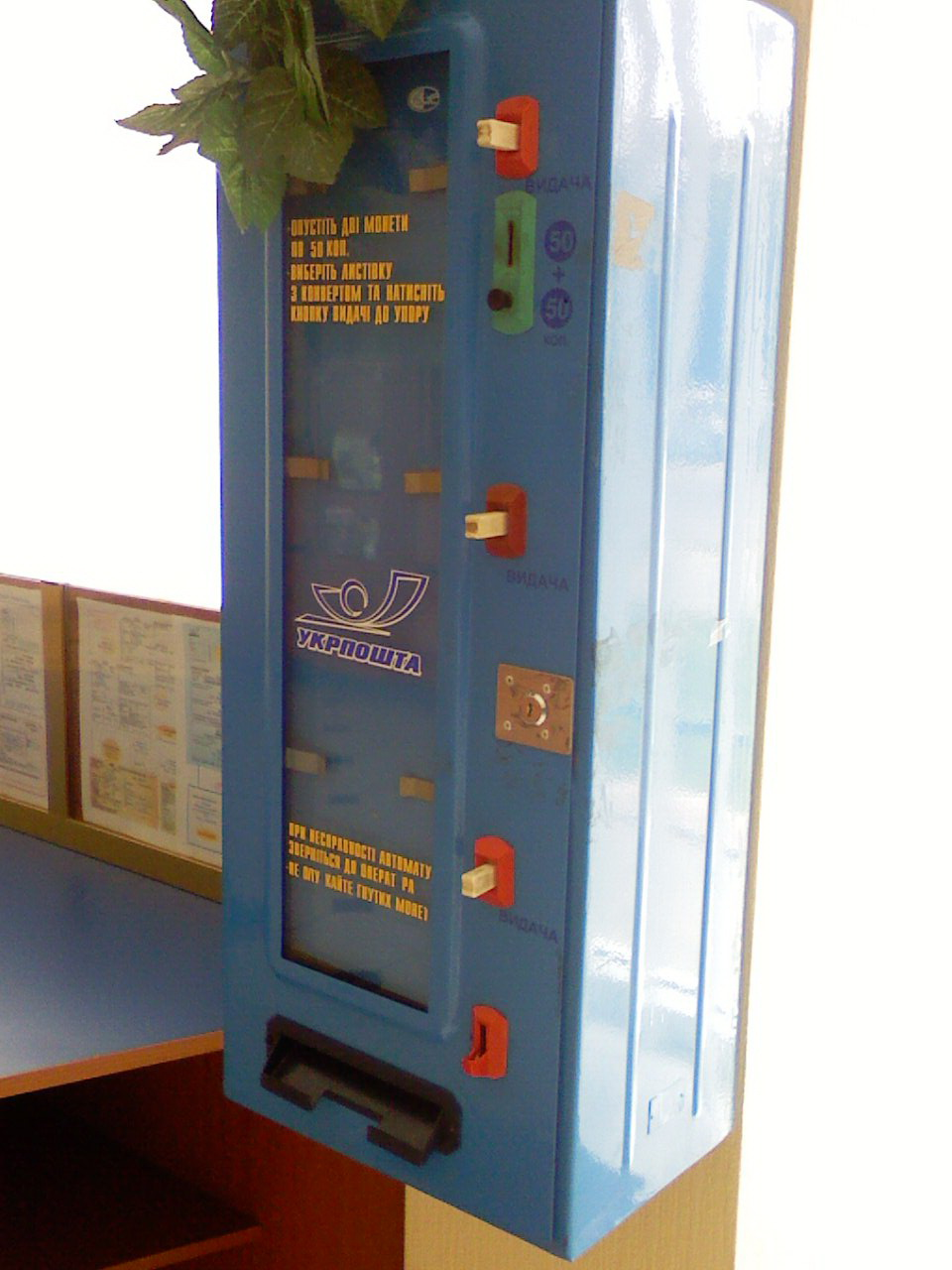
Автомат по продаже открыток и конвертов в одном из почтовых отделений Киева

Примеры почтовых автоматов по продаже марок
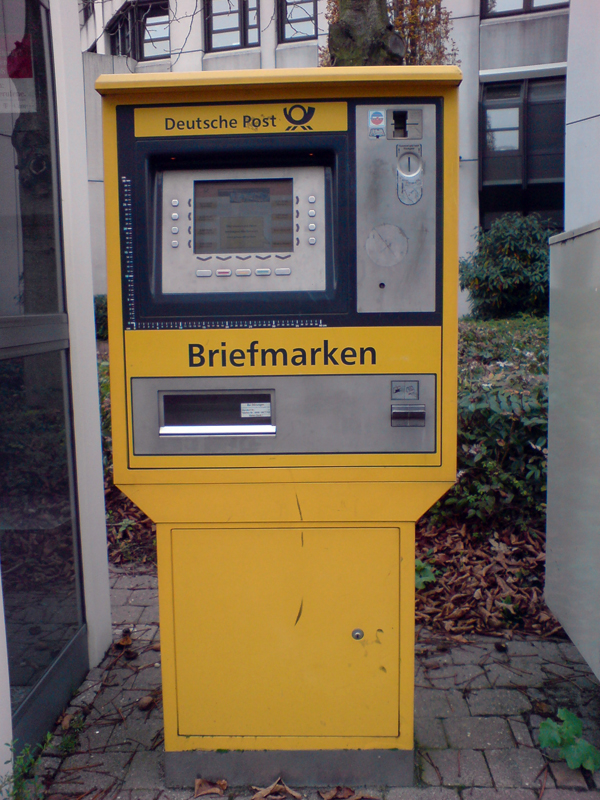
Deutsche Post (Германия)
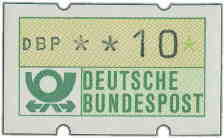
Автоматная марка (ФРГ, 1981)
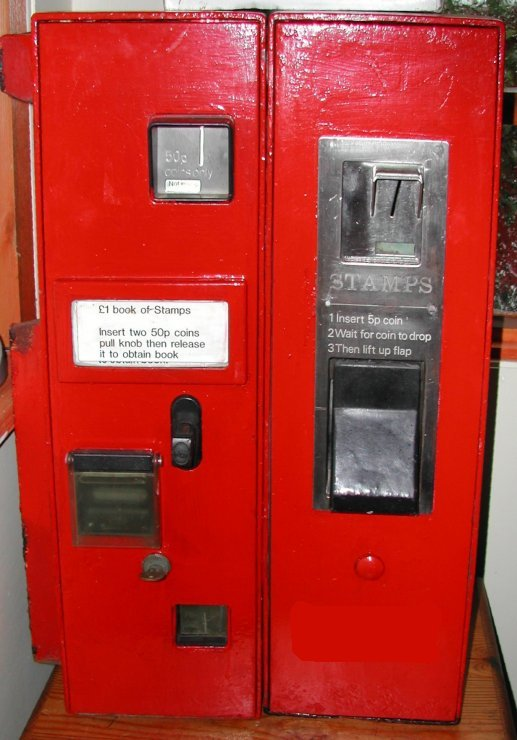
Великобритания